# Munai

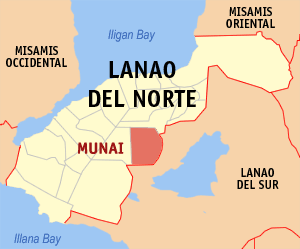
Bản đồ Lanao del Norte với vị trí của Munai

Munai là một đô thị hạng 5 ở province of Lanao del Norte, Philippines. Theo điều tra dân số năm 2007, đô thị này có dân số 20.594 người.

## Các đơn vị hành chính
Munai được chia ra 26 barangay.
| - Bacayawan - Balabacun - Balintad - Kadayonan - Dalama - Lindongan - Lingco-an - Lininding - Lumba-Bayabao - Madaya - Maganding - Matampay (Town Proper) - Old Poblacion | - North Cadulawan - Panggao - Pantao - Pantao-A-Munai - Pantaon - Pindolonan - Punong - Ramain - Sandigamunai - Tagoranao - Tambo - Tamparan (Mandaya) - Taporog |